# Авенида Федерико Лакросе
Проспект (авенида) Федерико Лакросе (исп. Avenida Federico Lacroze) — улица в северной части города Буэнос-Айрес, Аргентина. Улица идёт от улицы Авенида дель Либертадор до кладбища Чакарита. Названа в честь Федерико Лакросе — предпринимателя в Буэнос-Айресе.

## История

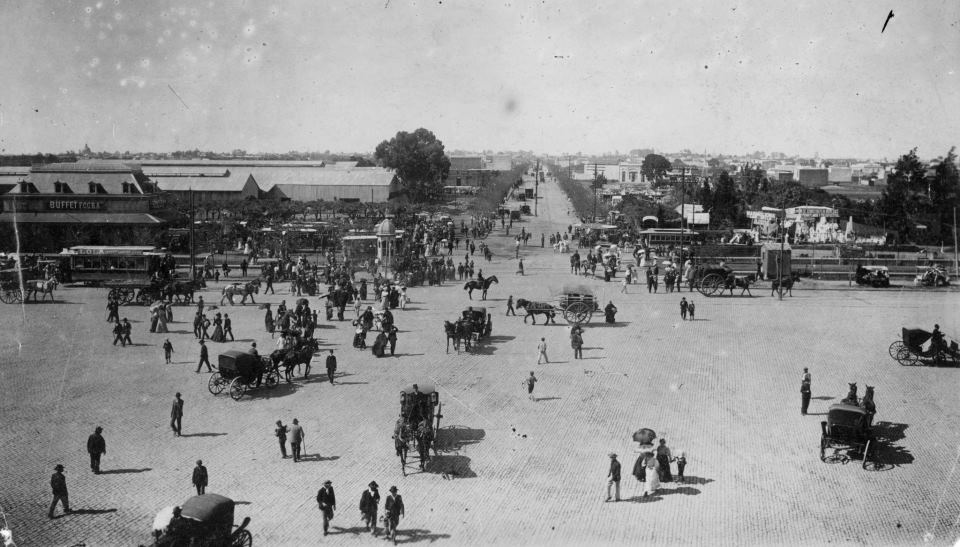
Авенида Федерико Лакросе недалеко от кладбища Чакарита. 1910 год (Foto: AGN)

Раньше улицу называли «Colegiales» (Колледж), потому что на улице главными достопримечательностями были школа и часовня, основанная иезуитами, на этом месте сейчас кладбище Чакарита. Позже улица стала называться «Первый колледж», чтобы отличить его от параллельного ему колледжа на северной стороне улицы, который стал «Вторым колледжем» (в настоящее время Колледж Теодоро Гарсия), а далее появился и «Двенадцатый колледж» (в настоящее время Колледж Хосе Эрнандес).
Нынешнее название улицы соответствует уставу города от 9 июня 1908 года и названа в честь промышленника и предпринимателя Федерико Лакросе, который стал основателем пассажирского транспорта в городе Буэнос-Айрес, который вместе со своим братом Хулио построил в 1886 году первую трамвайную линию.

## Описание
Начавшись на Авенида Либертадор 5102, недалеко от площади Республики Боливии, в районе Палермо. Идёт в юго-западном направлении, между параллельными улицами Теодоро Гарсия и Оллерос.
На протяжении этого участка улицы можно обратить внимание на большое количество деревьев жакаранда.
После пересечения улицы Авенида Кабильдо, Авенида Федерико Лакросе входит в район Кольехиалес. На пересечении с улицей Аменабар, находится железнодорожная станция Estacion Colegiales, которая открыта 10 октября 2013 года железной дороги ferrocarril Mitre, в нескольких метрах от колледжа. Улица далее пересекает улицы Конеса и Авенида Альварес Томас.
Авенида Федерико Лакросе заканчивается недалеко от Авенида Гусман 2227, в нескольких метрах от улицы Авенида Корриентес и упирается в кладбище Чакарита. Рядом расположены станция метро линии B Федерико Лакросе и станция Federico Lacroze железной дороги ferrocarril Urquiza.

## Галерея

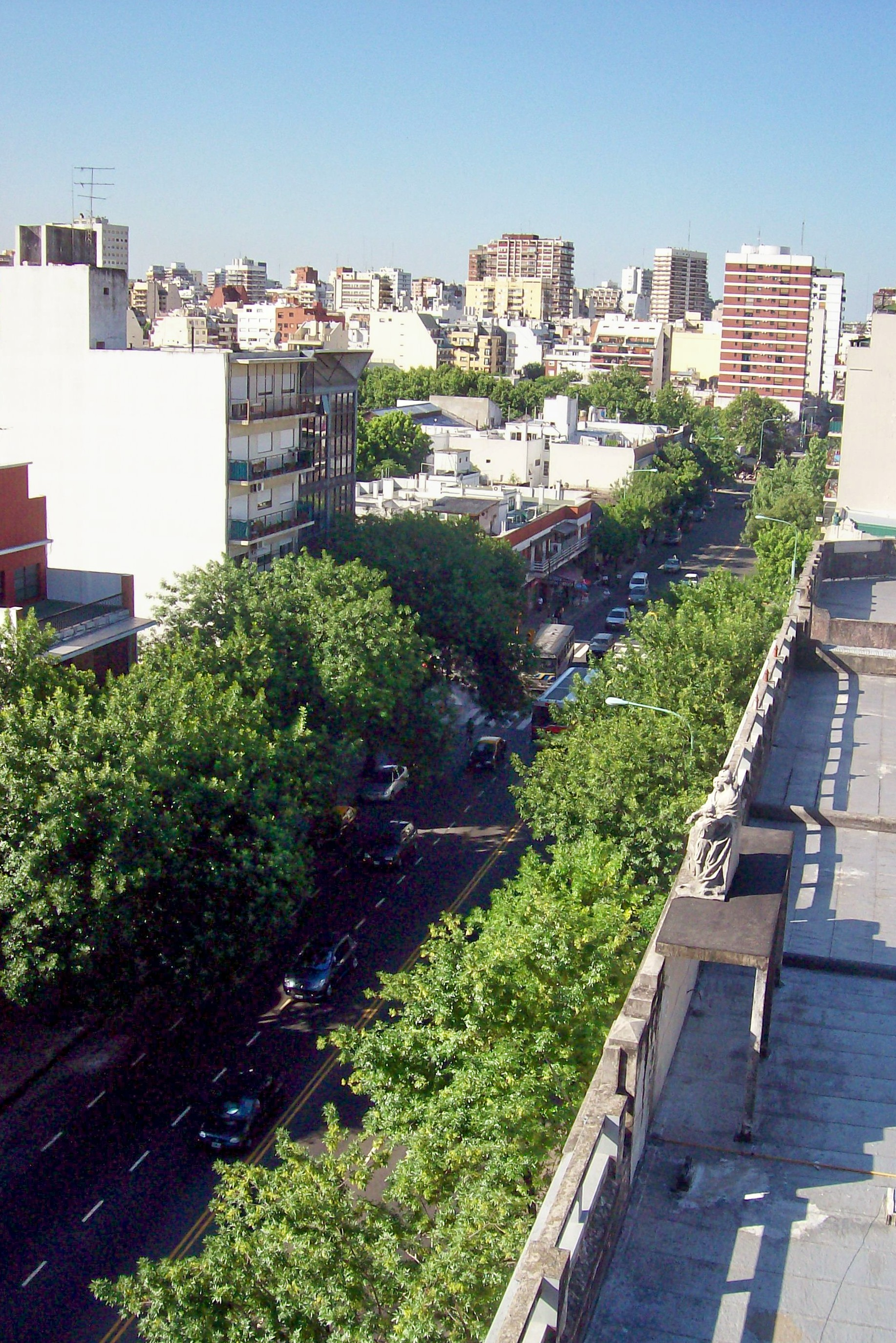
Между улиц Конеса и Крамера
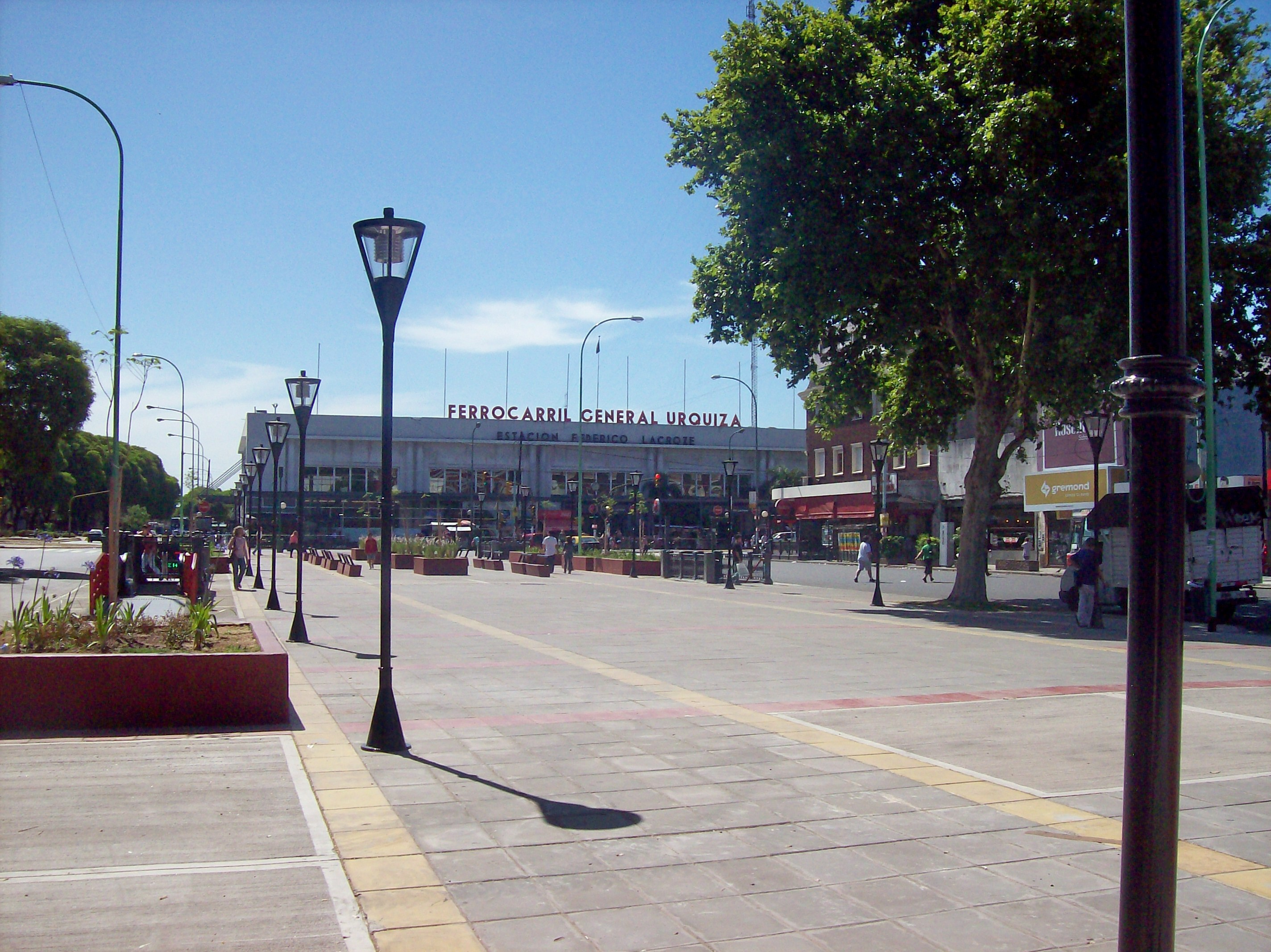
Железнодорожная станция Estación Federico Lacroze
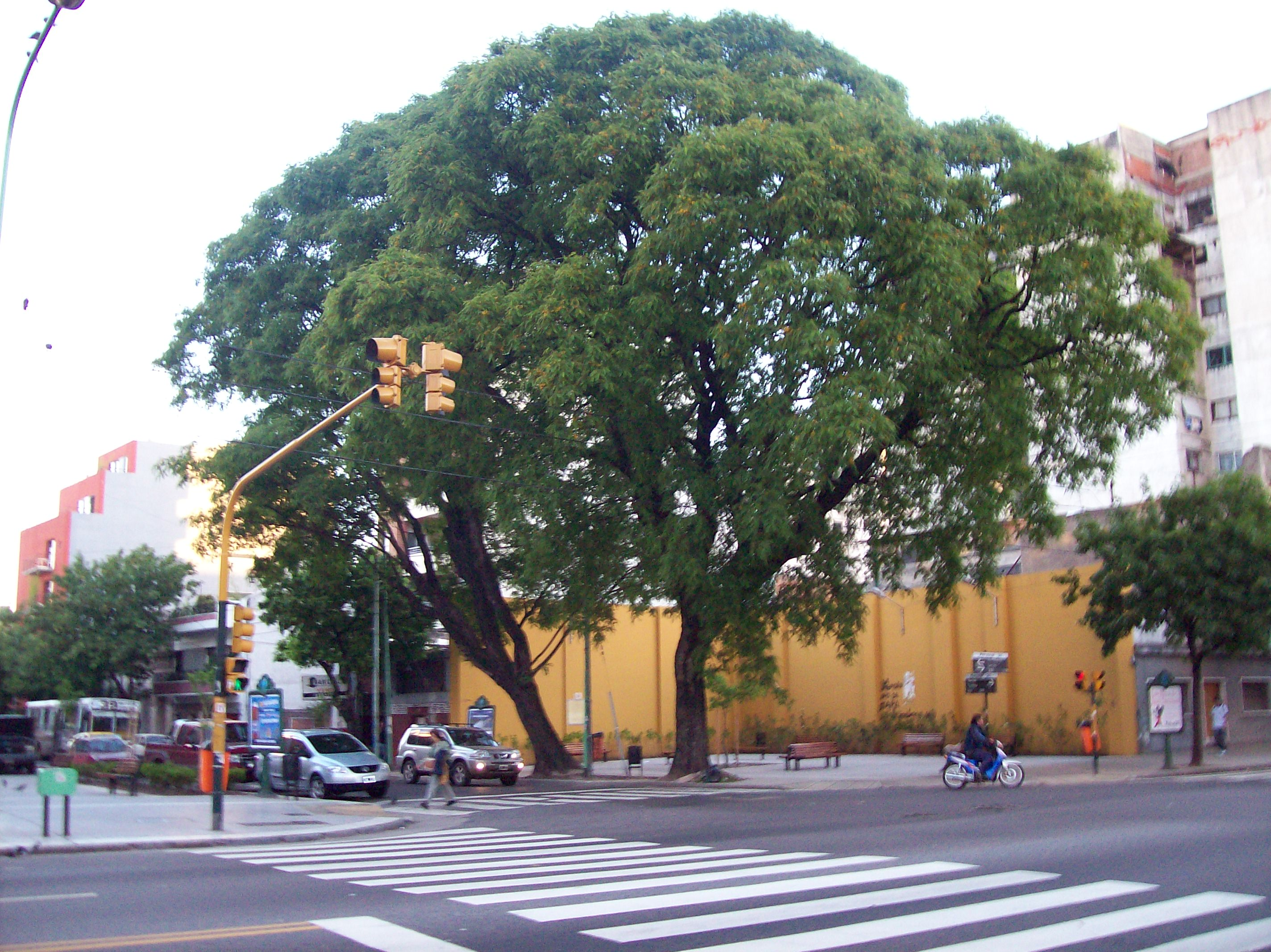
Пересечение с улицей Кордоба